# Karl Schäfer
Karl Schäfer (n. 17 mai 1909, Viena, Austro-Ungaria – d. 23 aprilie 1976, Viena, Austria) a fost un actor ce a reprezentat Austria, medaliat olimpic. A participat la 3 ediții ale Jocurilor Olimpice (1928, 1932, 1936) în care a câștigat o medalie de aur.